# 本橋里紗
本橋 里紗（もとはし りさ、1978年4月22日 - ）は、日本のファッションモデルであり、タレント、女優である。
1978年（昭和53年）、神奈川県生まれ。趣味は、ダンス、料理、スノーボード、
スキューバダイビングであり、神奈川県立金井高等学校在学中にはチアリーディングの全国大会で優勝している。短期大学の家政科を卒業。
1998年（平成10年）より2000年まで、女性誌 『CanCam』（小学館）のレギュラーモデルを務めた。また、女優としてテレビドラマ 『お水の花道』（1999年、12話、フジテレビ）、『P.S. 元気です、俊平』（同、6話、TBS）、『葵 徳川三代』（2000年、NHK）などにも出演した。また、2001年（平成13年）にはサントリーのキャンペーンガール 『モルツ生ビールキャンペーンガール』として活動した。

## 写真集
- 『女の口は嘘をつく為にある -本橋里紗写真集』 （2003年3月、英知出版）

## DVD
- 『本橋里紗 24歳 セクシ－な女は、美しい。』 （2003年3月、英知出版）